# Phyllolabis pictivena
Phyllolabis pictivena là một loài ruồi trong họ Limoniidae. Chúng phân bố ở miền Cổ bắc.